# Elect the Dead
Elect the Dead es el álbum debut del vocalista de System of a Down, Serj Tankian como solista. El disco salió a la venta el 23 de octubre de 2007. Serj dijo: «Es un disco de rock con varios tipos de sonidos con diferentes instrumentos», y añadió: «No sé hablar de mi propia música muy bien». El cantante aseguró que Elect the Dead tiene «la misma energía que el primer álbum de System of a Down». 
Para la grabación del disco, Tankian tuvo la colaboración de Ani Maldjian, el baterista John Dolmayan, Bryan Mantia de Primus y Guns N' Roses, Dan Monti y Antonio Pontarelli. 
Tankian declaró que mientras algunas de las canciones eran nuevas, otras habían sido compuestas por él desde hace tiempo.
Durante febrero del 2010, Tankian se dispuso a grabar la mayoría de las canciones del disco en vivo junto a la Orquesta Filarmónica de Auckland, para lo que luego se convertiría en Elect the Dead Symphony.

## Lista de canciones
Todas las canciones escritas y compuestas por Serj Tankian. 
| N.º   | Título                                    | Duración |  |
| 1.    | «Empty Walls»                             | 3:49     |  |
| 2.    | «The Unthinking Majority»                 | 3:46     |  |
| 3.    | «Money»                                   | 3:53     |  |
| 4.    | «Feed Us»                                 | 4:31     |  |
| 5.    | «Saving Us»                               | 4:41     |  |
| 6.    | «Sky Is Over»                             | 2:57     |  |
| 7.    | «Baby»                                    | 3:31     |  |
| 8.    | «Honking Antelope»                        | 3:50     |  |
| 9.    | «Lie Lie Lie»                             | 3:33     |  |
| 10.   | «Praise the Lord and Pass the Ammunition» | 4:23     |  |
| 11.   | «Beethoven's Cunt»                        | 3:13     |  |
| 12.   | «Elect the Dead»                          | 2:54     |  |
| 45:03 |                                           |          |  |

Disco Bonus de la Edición Especial

Todas las canciones escritas y compuestas por Serj Tankian. 
| N.º   | Título                   | Duración |  |
| 1.    | «Blue»                   | 2:45     |  |
| 2.    | «Empty Walls (Acústico)» | 3:46     |  |
| 3.    | «Feed Us (Acústico)»     | 4:21     |  |
| 4.    | «Falling Stars»          | 3:05     |  |
| 14:17 |                          |          |  |

Bonus track de la versión japonesa e iTunes

Todas las canciones escritas y compuestas por Serj Tankian. 
| N.º   | Título              | Duración |  |
| 13.   | «The Reverend King» | 2:49     |  |
| 47:52 |                     |          |  |

## Videoclips
Cada canción del álbum tiene su propio vídeo musical. 
 
Los directores de los videos son:
| Canción                                   | Director            |
| ----------------------------------------- | ------------------- |
| «Empty Walls»                             | Tony Petrossian     |
| «The Unthinking Majority»                 | Tawd b. Dorenfeld   |
| «Money»                                   | Ara Soudjian        |
| «Feed Us»                                 | Sevag Vrej          |
| «Saving Us»                               | Kevin Estrada       |
| «Sky is Over»                             | José Rivera         |
| «Baby»                                    | Diran Noubar        |
| «Honking Antelope»                        | Roger Kupelian      |
| «Lie, Lie, Lie»                           | Martha Colburn      |
| «Praise the Lord and Pass the Ammunition» | Greg Watermann      |
| «Beethoven's Cunt»                        | Adam Egypt Mortimer |
| «Elect the Dead»                          | Gariné Torossian    |